# Список Героев Социалистического Труда (Бобенко — Болюнова)
Эта страница является частью списка Героев Социалистического Труда и перечисляет в алфавитном порядке лиц, удостоенных звания Героя Социалистического Труда, чьи фамилии начинаются с буквы «Б», от Бобенко до Болюнова.
- Список не включает дважды и трижды Героев Социалистического Труда, а также лиц, лишённых этого звания.
- Список содержит информацию о датах жизни, роде деятельности и дате присвоения звания Героя.
- Герои, удостоенные звания посмертно, выделены в списке  серым цветом .
- Герои, сменившие фамилию после присвоения звания, приводятся в списках дважды, при этом строка с новой фамилией выделяется  бежевым цветом  и не имеет номера.

## Список людей, фамилии которых начинаются с «Б»
| Навигационная таблица | Навигационная таблица   |
| --------------------- | ----------------------- |
| «Б»                   | Баба-Заде — Базилевский |
| «Б»                   | Баиров — Банцер         |
| «Б»                   | Барабанов — Баянов      |
| «Б»                   | Бгажноков — Бенидзе     |
| «Б»                   | Берг — Блюнская         |
| «Б»                   | Бобенко — Болюнова      |
| «Б»                   | Бондарев — Бояршинова   |
| «Б»                   | Брагазин — Бульбаха     |
| «Б»                   | Буматов — Бяшимова      |

| №         | Фамилия, имя, отчество             | Даты жизни              | Деятельность | Дата присвоения | ГС         |
| --------- | ---------------------------------- | ----------------------- | --- | --------------- | ---------- |
| 1         | Бобенко Павел Макарович            | 1915—1981               | Комбайнёр Петровской МТС Министерства хлопководства СССР, Ставропольский край | 03.05.1952      | [ ГС 1 ]   |
| 2         | Бобиков Константин Савельевич      | 19.12.1906 — 20.01.1976 | Дояр колхоза имени Ленина Чадыр-Лунгского района Молдавской ССР | 22.03.1966      | [ ГС 2 ]   |
| 3         | Бобинец Анна Михайловна            | 23.06.1928 — 20.10.2022 | Доярка колхоза «Заповит Иллича» Межгорского района Закарпатской области | 08.04.1971      | [ ГС 3 ]   |
| 4         | Бобков Кузьма Никодимович          | 12.10.1910 — 05.06.1982 | Директор совхоза «Тимирязевский» Амвросиевского района Донецкой области | 22.03.1966      | [ ГС 4 ]   |
| 5         | Бобков Михаил Иванович             | 1916—1981               | Бригадир колхоза «Борец» Дмитровского района Московской области | 04.03.1949      | [ ГС 5 ]   |
| 6         | Бобкова Валентина Ивановна         | 23.02.1921 — 05.03.1981 | Ткачиха Московского шёлкового комбината имени Розы Люксембург «Красная Роза» Министерства лёгкой промышленности РСФСР | 09.06.1966      | [ ГС 6 ]   |
| 7         | Бободжанов Абдулложон              | 1931 — ????             | Бригадир хлопководческой бригады колхоза «40 лет Октября» Ходжентского района Ленинабадской области | 10.12.1973      | [ ГС 7 ]   |
| 8         | Бободжанов Муллорозик              | 27.11.1894 — 1968       | Звеньевой колхоза имени Сталина Ленинабадского района Ленинабадской области | 01.03.1948      | [ ГС 8 ]   |
| 9         | Бободжанов Орифджон                | 05.10.1931 — ????       | Главный зоотехник колхоза «Москва» Ходжентского района Таджикской ССР | 22.03.1966      | [ ГС 9 ]   |
| 10        | Бобок Михаил Фёдорович             | 19.08.1933 — ????       | Бригадир колхоза «Заря Молдавии» Фалештского района Молдавской ССР | 07.03.1980      | [ ГС 10 ]  |
| 11        | Бобокалонов Пулат                  | 1899—1957               | Председатель колхоза имени Сталина Ленинабадского района Ленинабадской области | 01.03.1948      | [ ГС 11 ]  |
| 12        | Боболев Василий Константинович     | 28.07.1908 — 07.12.1992 | Начальник газодинамического сектора КБ № 11 Первого Главного управления Совета Министров СССР, Горьковская область | 04.01.1954      | [ ГС 12 ]  |
| 13        | Бобоназаров Исманали               | 1900—1987               | Звеньевой хлопкового совхоза «Курган-Тюбе» Министерства совхозов СССР, Курган-Тюбинский район Сталинабадской области | 01.04.1948      | [ ГС 13 ]  |
| 14        | Бобрик Александр Романович         | 04.12.1927 — 1981       | Бригадир полеводческой бригады колхоза «Светлый путь» Молодечненского района Минской области | 08.04.1971      | [ ГС 14 ]  |
| 15        | Бобров Александр Петрович          | 11.10.1920 — 28.11.1993 | Слесарь-лекальщик Липецкого тракторного завода Министерства тракторного и сельскохозяйственного машиностроения СССР | 05.08.1966      | [ ГС 15 ]  |
| 16        | Бобров Михаил Кузьмич              | 02.12.1924 — 09.12.1986 | Председатель колхоза «Вперёд к коммунизму» Лунинского района Пензенской области | 07.12.1973      | [ ГС 16 ]  |
| 17        | Бобров Пётр Михайлович             | 30.06.1920 — 30.10.1987 | Первый секретарь Нестеровского райкома КПСС, Калининградская область | 08.04.1971      | [ ГС 17 ]  |
| 18        | Бобров Сергей Александрович        | 14.12.1925 — 2002       | Бригадир колхоза имени Ильича Бежецкого района Калининской области | 23.06.1966      | [ ГС 18 ]  |
| 19        | Бобровная Мария Ивановна           | 1919 — ????             | Звеньевая виноградарского совхоза «Жовтнева хвиля» Министерства пищевой промышленности Украинской ССР, гор. Осипенко Запорожской области                                                                                      | 05.10.1949      |            |
| 20        | Бобрышев Владимир Николаевич       | 21.12.1928 — 20.09.2006 | Бригадир тракторной бригады колхоза «Искра» Весёловского района Запорожской области | 08.12.1973      | [ ГС 19 ]  |
| 21        | Бобрышева Мария Ивановна           | 1930—2018               | Звеньевая колхоза «Красное знамя» Пристенского района Курской области | 07.12.1957      |            |
| 22        | Бобылёв Николай Васильевич         | 15.02.1931 — 19.07.1994 | Звеньевой колхоза имени Кирова Кореновского района Краснодарского края | 10.03.1976      | [ ГС 20 ]  |
| 23        | Бова Михаил Иванович               | 1910 — ????             | Комбайнёр Каменской МТС Запорожской области | 02.06.1952      | [ ГС 21 ]  |
| 24        | Бовкун Анна Павловна               | 1907 — ????             | Звеньевая колхоза «Пятилетка в 4 года» Любашёвского района Одесской области | 21.03.1949      | [ ГС 22 ]  |
| 25        | Бовсуновский Антон Иванович        | 1905 — ????             | Главный агроном Жашковского районного производственного управления сельского хозяйства Черкасской области | 31.12.1965      |            |
| 26        | Бовт Тихон Зиновьевич              | 07.07.1910 — 12.03.1980 | Управляющий трестом «Ленинуголь» комбината «Кузбассуголь» Министерства угольной промышленности СССР, Кемеровская область | 26.04.1957      | [ ГС 23 ]  |
| 27        | Богаев Наби                        | 1917 — ????             | Штукатур строительно-монтажного управления № 22 треста «Алмаатапромстрой», гор. Алма-Ата | 11.08.1966      | [ ГС 24 ]  |
| 28        | Богатырёв Иван Петрович            | 10.04.1925 — 28.02.2022 | Начальник Омского территориального объединения автомобильного транспорта Министерства автомобильного транспорта РСФСР | 14.08.1986      | [ ГС 25 ]  |
| 29        | Богатырёв Михаил Иванович          | 20.09.1923 — 21.10.1994 | Комбайнёр колхоза «40 лет Октября» Бурлинского района Уральской области | 23.06.1966      | [ ГС 26 ]  |
| 30        | Богатырёв Николай Григорьевич      | 05.04.1939 — 21.02.2012 | Сборщик автопокрышек Воронежского шинного завода Министерства нефтеперерабатывающей и нефтехимической промышленности СССР | 28.12.1973      | [ ГС 27 ]  |
| 31        | Богатырёв Николай Фёдорович        | 23.05.1918 — 08.07.1993 | Первый секретарь Липецкого райкома КПСС, Липецкая область | 08.04.1971      | [ ГС 28 ]  |
| 32        | Богатырёв Павел Степанович         | 26.10.1924 — 05.01.2003 | Капитан среднего рыболовного морозильного траулера «Боцман» Всесоюзного рыбопромышленного объединения Дальневосточного бассейна Министерства рыбного хозяйства СССР, гор. Невельск Сахалинской области                        | 09.10.1980      | [ ГС 29 ]  |
| 33        | Богацкая Любовь Антоновна          | 20.08.1917 — 14.06.1994 | Доярка племенного завода «Краснояружский» Ракитянского района Белгородской области | 22.03.1966      | [ ГС 30 ]  |
| 34        | Богач Николай Фёдорович            | 17.10.1908 — 14.10.1990 | Директор Котовской МТС Одесской области | 15.10.1951      | [ ГС 31 ]  |
| 35        | Богашвили Кукуша Александровна     | род. 1929               | Колхозница колхоза имени Сталина Ушапатского сельсовета Цхакаевского района Грузинской ССР | 01.09.1951      |            |
| 36        | Богверадзе Григорий Александрович  | 02.03.1927 — 26.09.2001 | Старший машинист электровозного депо Тбилиси Закавказской железной дороги, Грузинская ССР | 01.08.1959      | [ ГС 32 ]  |
| 37        | Богдан Елена Ивановна              | 05.05.1931 — 26.07.1999 | Свинарка совхоза «Пограничник» Гродненского района Гродненской области | 22.03.1966      | [ ГС 33 ]  |
| 38        | Богдан Фёдор Дмитриевич            | 03.06.1906 — 09.02.1987 | Комбайнёр Ленинградской МТС Краснодарского края | 28.05.1952      | [ ГС 34 ]  |
| 39        | Богдан Фёдор Фёдорович             | 17.01.1909 — 05.01.1979 | Председатель колхоза «Заповит Ильича» Шевченковского района Харьковской области | 07.05.1948      | [ ГС 35 ]  |
| 40        | Богданов Алексей Игнатьевич        | 21.01.1927 — 23.02.1999 | Сборщик покрышек Омского шинного завода Министерства нефтеперерабатывающей и нефтехимической промышленности СССР | 28.05.1966      | [ ГС 36 ]  |
| 41        | Богданов Борис Егорович            | 14.08.1924 — 19.11.2014 | Начальник участка сборочного цеха Московского машиностроительного завода «Опыт» Министерства авиационной промышленности СССР                                                                                                  | 22.09.1972      | [ ГС 37 ]  |
| 42        | Богданов Василий Семёнович         | 15.01.1923 — 13.03.1997 | Директор совхоза «Пешковский» Фёдоровского района Кустанайской области | 22.03.1966      | [ ГС 38 ]  |
| 43        | Богданова Александра Акимовна      | 19.04.1925 — 03.03.1987 | Звеньевая колхоза имени Максима Горького Ессентукского района Ставропольского края | 30.01.1948      | [ ГС 39 ]  |
| 43.000001 | Богданова Александра Прокофьевна   | род. 1928               | Звеньевая свиноводческого совхоза «Металлист» Министерства совхозов СССР, Амвросиевский район Сталинской области | 06.04.1949      | [ ГС 40 ]  |
| 44        | Богданова Галина Михайловна        | 19.02.1925 — 09.09.2013 | Шлифовщица Уфимского моторостроительного производственного объединения Министерства авиационной промышленности СССР, Башкирская АССР                                                                                          | 19.12.1975      | [ ГС 41 ]  |
| 45        | Богданова Раиса Андреевна          | 21.03.1930 - 07.06.2013 | Доярка племенного молочного совхоза «Канаш» Министерства совхозов СССР, Шенталинский район Куйбышевской области | 10.09.1952      | [ ГС 42 ]  |
| 46        | Богданович Григорий Иосифович      | 27.08.1914 — 19.01.2003 | Начальник Львовской железной дороги | 04.05.1971      | [ ГС 43 ]  |
| 47        | Богдановский Лев Константинович    | 20.09.1925 — 10.08.2010 | Слесарь Рязанского завода счётно-аналитических машин «САМ» Министерства приборостроения, средств автоматизации и систем управления СССР                                                                                       | 20.04.1971      | [ ГС 44 ]  |
| 48        | Богданчук Евгений Михайлович       | 01.05.1927 — 29.09.2005 | Машинист экскаватора Лукомльского участка управления механизации «Белэнергостроймеханизация» треста «Белэнергострой» Министерства энергетики и электрификации СССР, Чашникский район Витебской области                        | 10.01.1975      | [ ГС 45 ]  |
| 48.000002 | Богданюк Мария Прокопьевна         | род. 1929               | Звеньевая колхоза «Заповит Ильича» Арбузинского района Николаевской области | 23.04.1949      |            |
| 49        | Богембаев Айтжан                   | 1893 — ????             | Бригадир колхоза «Красная звезда» Джамбулского района Джамбулской области | 28.03.1948      | [ ГС 46 ]  |
| 50        | Богма Василий Алексеевич           | 08.01.1929 — 20.05.2006 | Бригадир колхоза имени Ильича Шишацкого района Полтавской области | 22.12.1977      | [ ГС 47 ]  |
| 51        | Богма Владимир Яковлевич           | 04.08.1937 — 06.03.2018 | Печевой Запорожского титано-магниевого комбината имени 60-летия Великой Октябрьской социалистической революции Министерства цветной металлургии СССР                                                                          | 19.02.1986      | [ ГС 48 ]  |
| 52        | Богма Григорий Николаевич          | 14.08.1920 — 30.01.2002 | Бригадир колхоза «Звезда» Абинского района Краснодарского края | 07.12.1973      | [ ГС 49 ]  |
| 53        | Богма Степан Григорьевич           | 30.06.1902 — 24.04.1981 | Старший агроном совхоза «30 лет комсомола» Министерства хлопководства СССР, Шурчинский район Сурхандарьинской области | 02.10.1952      | [ ГС 50 ]  |
| 54        | Богметенко Алексей Савельевич      | 26.01.1930 — 09.01.2003 | Капитан среднего рыболовного морозильного траулера «Марково» Холмского управления морского рыболовного и зверобойного флота Министерства рыбного хозяйства СССР, Сахалинская область                                          | 26.04.1971      | [ ГС 51 ]  |
| 55        | Богодухова Валентина Ивановна      | 08.04.1926 — 03.03.1996 | Бригадир совхоза «Агроном» Динского района Краснодарского края | 30.04.1966      | [ ГС 52 ]  |
| 56        | Богодушко Евдокия Яковлевна        | 14.03.1902 — 19.01.1983 | Свинарка колхоза «15 лет РККА» Сумского района Сумской области | 24.06.1949      | [ ГС 53 ]  |
| 57        | Боголепов Николай Кириллович       | 25.09.1900 — 15.10.1980 | Консультант 4-го Главного управления Министерства здравоохранения СССР, академик Академии медицинских наук СССР, гор. Москва                                                                                                  | 24.09.1970      | [ ГС 54 ]  |
| 58        | Боголюбов Клавдий Михайлович       | 11.11.1909 — 26.02.1996 | Заведующий отделом ЦК КПСС, гор. Москва | 10.11.1984      | [ ГС 55 ]  |
| 59        | Боголюбова Мария Алексеевна        | 13.03.1922 — 21.02.2000 | Старший машинист поточной машины комбината «Стройпластмасс» Главмоспромстройматериалов Мосгорисполкома, гор. Мытищи | 07.05.1971      | [ ГС 56 ]  |
| 60        | Богомолец Александр Александрович  | 24.05.1881 — 19.07.1946 | Президент Академии наук Украинской ССР, академик и вице-президент Академии наук СССР, академик Академии медицинских наук СССР, гор. Киев                                                                                      | 04.01.1944      | [ ГС 57 ]  |
| 61        | Богомолов Александр Александрович  | 13.02.1929 — 29.10.1977 | Бортовой механик Якутского территориального управления Гражданского воздушного флота | 16.04.1963      | [ ГС 58 ]  |
| 62        | Богомолов Алексей Фёдорович        | 02.06.1913 — 12.04.2009 | Главный конструктор систем радиотелеметрических измерений и контроля траектории полёта ракеты-носителя, Московский энергетический институт Министерства высшего образования СССР                                              | 21.12.1957      | [ ГС 59 ]  |
| 63        | Богомолов Владислав Николаевич     | 14.09.1919 — 09.02.1997 | Заместитель главного конструктора ОКБ-2 Государственного комитета Совета Министров СССР по оборонной технике, Московская область                                                                                              | 17.06.1961      | [ ГС 60 ]  |
| 63.000003 | Богославская Надежда Александровна | род. 1926               | Звеньевая колхоза имени Ленина Зачепиловского района Харьковской области | 28.02.1949      |            |
| 64        | Богуславец Анна Ульяновна          | 06.01.1919 — 01.08.1993 | Звеньевая колхоза «1 Травня» Роменского района Сумской области | 06.04.1951      | [ ГС 61 ]  |
| 65        | Богуславская Раиса Михайловна      | 1926—1977               | Звеньевая колхоза «Большевик» Северского района Краснодарского края | 06.05.1948      | [ ГС 62 ]  |
| 66        | Богуславский Евгений Яковлевич     | 14.10.1917 — 18.05.1969 | Заместитель главного конструктора электронной отчётно-решающей системы радиоуправления, НИИ-885 Государственного Комитета Совета Министров СССР по радиоэлектронике, гор. Москва                                              | 21.12.1957      | [ ГС 63 ]  |
| 67        | Богуславский Иван Иванович         | 10.05.1919 — ????       | Пилот-инструктор Украинского территориального управления Гражданского воздушного флота, гор. Киев | 16.04.1963      |            |
| 68        | Бодажков Дмитрий Петрович          | 15.05.1926 — 02.01.1968 | Директор совхоза «Рыбаловский» Томского района Томской области | 22.03.1966      | [ ГС 64 ]  |
| 69        | Бодашевский Михаил Степанович      | 20.05.1935 — 05.08.1995 | Бригадир монтажников строительного управления № 4 треста «Азовстальстрой» Министерства строительства предприятий тяжёлой индустрии Украинской ССР, гор. Жданов Донецкой области                                               | 05.04.1971      | [ ГС 65 ]  |
| 70        | Боджолян Дзагик Амбарцумовна       | 1908 — ????             | Звеньевая колхоза имени Руставели Сухумского района Абхазской АССР | 06.10.1950      | [ ГС 66 ]  |
| 71        | Боднар Александр Ефимович          | 25.08.1940 — 09.04.2022 | Механизатор совхоза «Индустриальный» Нуринского района Карагандинской области | 03.03.1980      | [ ГС 67 ]  |
| 72        | Бодой Борис Иванович               | род. 1928               | Мастер Кишинёвской ТЭЦ Министерства энергетики и электрификации СССР, Молдавская ССР | 20.04.1971      |            |
| 73        | Бодров Алексей Павлович            | 17.01.1927 — 04.12.2013 | Токарь Горьковского производственного объединения «Гидромаш» Министерства авиационной промышленности СССР | 29.03.1976      | [ ГС 68 ]  |
| 74        | Бодров Сергей Николаевич           | 05.07.1915 — 23.11.1998 | Бригадир слесарей завода «Красное Сормово» Министерства судостроительной промышленности СССР, гор. Горький | 25.07.1966      | [ ГС 69 ]  |
| 75        | Бодрова Екатерина Сергеевна        | 03.12.1926 — 04.10.2012 | Зоотехник колхоза «Красное Знамя» Рязанского района Рязанской области | 08.01.1960      | [ ГС 70 ]  |
| 76        | Бодур Илья Дмитриевич              | 10.02.1927 — 08.01.2000 | Первый секретарь Вулканештского райкома Компартии Молдавии | 08.12.1973      | [ ГС 71 ]  |
| 76.000004 | Бодю Юлия Григорьевна              | род. 1933               | Доярка колхоза имени Котовского Братушанского района Молдавской ССР | 15.02.1957      | [ ГС 72 ]  |
| 77        | Боеску Илья Григорьевич            | 1925 — ????             | Бригадир колхоза «Вяца ноуэ» Оргеевского района Молдавской ССР | 10.03.1978      |            |
| 78        | Боечко Агафья Гордеевна            | 1898 — ????             | Звеньевая колхоза имени Будённого Черневецкого района Винницкой области | 16.02.1948      | [ ГС 73 ]  |
| 79        | Божбов Анатолий Сергеевич          | 30.07.1927 — 04.03.2004 | Бригадир проходчиков тоннельного отряда № 3 Ленметростроя Министерства транспортного строительства СССР, гор. Ленинград | 07.05.1971      | [ ГС 74 ]  |
| 80        | Божбомбаева Джамиля                | 1918—2000               | Звеньевая Джамбулского свеклосовхоза Министерства пищевой промышленности СССР, Джамбулская область | 08.05.1948      | [ ГС 75 ]  |
| 81        | Боженко Сергей Дмитриевич          | 21.01.1924 — 28.11.1999 | Электромонтёр-релейщик Уральского электрохимического комбината Министерства среднего машиностроения СССР, гор. Новоуральск Свердловской области                                                                               | 29.03.1976      | [ ГС 76 ]  |
| 82        | Божко Александра Михайловна        | 1915 — ????             | Звеньевая по выращиванию пшеницы колхоза имени Луначарского Краснопольского района Сумской области | 16.02.1948      | [ ГС 77 ]  |
| 83        | Божко Семён Александрович          | 1905 — ????             | Заведующий районным отделом сельского хозяйства Волчанского района Харьковской области | 07.05.1948      |            |
| 84        | Божок Иван Егорович                | 1904—1973               | Забойщик шахты № 10 комбината «Приморскуголь» Министерства угольной промышленности восточных районов СССР, Приморский край | 28.08.1948      | [ ГС 78 ]  |
| 85        | Божулич Дарья Владимировна         | 11.03.1907 — 1999       | Звеньевая колхоза имени Сталина Сальского района Ростовской области | 27.07.1949      | [ ГС 79 ]  |
| 86        | Боздаганян Ашот Аведисович         | род. 1925               | Бригадир колхоза имени Сталина Гудаутского района Абхазской АССР | 03.05.1949      | [ ГС 80 ]  |
| 87        | Бозекенов Бертлеу                  | 1889 — 22.07.1980       | Старший табунщик колхоза имени Красина Испульского района Гурьевской области | 23.07.1948      | [ ГС 81 ]  |
| 88        | Бозюков Митрофан Игнатьевич        | 18.08.1910 — 17.11.1971 | Старший механик Тулиновской машинно-тракторной станции, Воронежская область | 07.05.1948      | [ ГС 82 ]  |
| 89        | Бозян Ашот Калустович              | 20.04.1928 — 28.12.1991 | Звеньевой колхоза «Стахановец» Адлерского района Краснодарского края | 16.04.1949      | [ ГС 83 ]  |
| 90        | Бойигитов Ортикбой                 | 1922 — ????             | Бригадир совхоза имени Навои Риштанского района Ферганской области | 20.02.1978      | [ ГС 84 ]  |
| 90.000005 | Бойко Анастасия Андреевна          | 1920 — ????             | Звеньевая колхоза имени Ленина Чемеровецкого района Каменец-Подольской области | 16.02.1948      | [ ГС 85 ]  |
| 91        | Бойко Василий Антонович            | 01.01.1931 — 12.03.2009 | Бригадир монтажников передвижной механизированной колонны № 604 треста «Связьстрой-6» Министерства связи РСФСР, Кемеровская область                                                                                           | 02.04.1981      | [ ГС 86 ]  |
| 92        | Бойко Василий Ефимович             | 1904 — ????             | Комбайнёр Бобринецкой МТС Кировоградской области | 08.12.1951      |            |
| 93        | Бойко Владимир Дмитриевич          | 12.12.1930 — 09.06.1981 | Бригадир монтажников Запорожского специализированного управления № 103 треста «Днепростальконструкция» Министерства монтажных и специальных строительных работ Украинской ССР                                                 | 07.05.1971      | [ ГС 87 ]  |
| 94        | Бойко Екатерина Андреевна          | род. 19.06.1935         | Доярка колхоза имени Жданова Кривоозёрского района Николаевской области | 22.03.1966      |            |
| 95        | Бойко Иван Григорьевич             | 1910 — ????             | Бригадир тракторной бригады Бердянской МТС Зачепиловского района Харьковской области | 16.02.1948      | [ ГС 88 ]  |
| 96        | Бойко Иван Николаевич              | 1913 — ????             | Председатель колхоза имени Шевченко Липово-Долинского района Сумской области | 26.02.1958      |            |
| 97        | Бойко Иван Павлович                | род. 1928               | Слесарь Старинского сахарного завода Министерства пищевой промышленности Украинской ССР, Киевская область | 26.04.1971      |            |
| 98        | Бойко Мария Афанасьевна            | род. 1928               | Звеньевая колхоза имени Парижской Коммуны Кегичёвского района Харьковской области | 18.06.1949      |            |
| 99        | Бойко Мария Федосеевна             | 1914 — ????             | Звеньевая колхоза имени Карла Маркса, гор. Кизляр Грозненской области | 17.09.1949      | [ ГС 89 ]  |
| 100       | Бойко Михаил Акимович              | 01.05.1899 — 11.08.1986 | Сталевар сталеплавильного цеха Запорожского электрометаллургического завода «Днепроспецсталь» имени А. Н. Кузьмина Запорожского совнархоза                                                                                    | 19.07.1958      | [ ГС 90 ]  |
| 101       | Бойко Михаил Лукьянович            | 14.11.1927 — 23.08.1997 | Бригадир проходчиков шахты имени С. М. Кирова комбината «Кадиевуголь» Министерства угольной промышленности Украинской ССР, Ворошиловградская область                                                                          | 29.12.1973      | [ ГС 91 ]  |
| 102       | Бойко Михаил Николаевич            | род. 1931               | Бригадир проходчиков Хрустальненского горнообогатительного комбината Приморского совнархоза | 28.05.1960      | [ ГС 92 ]  |
| 103       | Бойко Николай Иванович             | 24.06.1931 — 11.04.1989 | Буровой мастер конторы бурения Коробковского нефтепромыслового управления объединения «Нижневолжскнефть» Министерства нефтедобывающей промышленности СССР, Волгоградская область                                              | 23.05.1966      | [ ГС 93 ]  |
| 104       | Бойко Николай Семёнович            | 05.07.1931 — 22.11.1981 | Директор совхоза «Авангард» Жовтневого района Николаевской области | 08.04.1971      | [ ГС 94 ]  |
| 105       | Бойко Николай Трифонович           | 11.09.1935 — 2001       | Председатель колхоза «Прогресс» Радеховского района Львовской области | 07.07.1986      |            |
| 106       | Бойко Павел Семёнович              | 1919 — ????             | Председатель колхоза имени Кирова Винницкого района Винницкой области | 25.09.1948      |            |
| 107       | Бойко Пелагея Александровна        | 1906 — ????             | Звеньевая колхоза имени Кирова Юрьевского района Днепропетровской области | 13.05.1948      |            |
| 108       | Бойко Пётр Александрович           | 21.12.1923 — 17.05.1996 | Машинист экскаватора Ирша-Бородинского разрезоуправления комбината «Красноярскуголь» Министерства угольной промышленности СССР, Красноярский край                                                                             | 30.03.1971      | [ ГС 95 ]  |
| 109       | Бойко Сергей Захарович             | 1908 — 01.08.1980       | Комбайнёр Петропавловской МТС Курганинского района Краснодарского края | 27.06.1952      | [ ГС 96 ]  |
| 110       | Бойко Степан Григорьевич           | 14.01.1924 — 29.07.2019 | Первый секретарь Ружинского райкома Компартии Украины, Житомирская область | 22.12.1977      | [ ГС 97 ]  |
| 111       | Бойко Тихон Федотович              | 22.06.1915 — 21.07.1980 | Председатель колхоза «Перемога» Ровенского района Ровенской области | 26.02.1958      | [ ГС 98 ]  |
| 112       | Бойко Фёдор Антонович              | 19.10.1905 — 15.10.1966 | Директор зернового совхоза «Гигант» Сальского района Ростовской области | 19.03.1947      | [ ГС 99 ]  |
| 113       | Бойко Фёдор Филиппович             | 1924 — ????             | Бригадир-электромонтажник воинской части Министерства обороны СССР | 29.07.1966      |            |
| 114       | Бойматова Энаджон                  | 1923 — 14.01.2011       | Председатель колхоза «Москва», гор. Канибадам Таджикской ССР | 07.03.1960      | [ ГС 100 ] |
| 115       | Бойнов Григорий Андреевич          | 07.02.1907 — 03.10.1985 | Первый секретарь Теректинского райкома Компартии Казахстана, Западно-Казахстанская область | 11.01.1957      | [ ГС 101 ] |
| 116       | Бойцова Мария Филипповна           | 1929 — 18.05.1984       | Прессовщица Боровичского комбината огнеупоров имени В. И. Ленина Министерства чёрной металлургии СССР, Новгородская область                                                                                                   | 02.03.1981      | [ ГС 102 ] |
| 117       | Бойченко Алексей Андреевич         | 1928 — ????             | Звеньевой колхоза имени Сталина района имени 28 гвардейцев Талды-Курганской области | 28.03.1948      | [ ГС 103 ] |
| 118       | Бойченко Борис Иванович            | 1928 — ????             | Старший горновой Константиновского металлургического завода имени М. В. Фрунзе Министерства чёрной металлургии Украинской ССР, Донецкая область                                                                               | 30.03.1971      |            |
| 119       | Бойченко Любовь Назаровна          | 28.07.1922 — 16.10.2008 | Звеньевая колхоза имени Коминтерна Иванковского района Киевской области | 30.06.1966      | [ ГС 104 ] |
| 120       | Бойченко Нина Захаровна            | род. 1930               | Звеньевая колхоза имени Будённого Березовского района Одесской области | 21.03.1949      | [ ГС 105 ] |
| 121       | Бойченко Павел Антонович           | 1908 — ????             | Комбайнёр Сурско-Литовской МТС Днепропетровского района Днепропетровской области | 26.02.1958      | [ ГС 106 ] |
| 122       | Бойченко Прокофий Васильевич       | 1901 — ????             | Звеньевой виноградарского совхоза «Шабо» Министерства пищевой промышленности СССР, Лиманский район Измаильской области | 26.09.1950      |            |
| 123       | Бойченко Харитон Порфирьевич       | 28.09.1930 — ????       | Бригадир литейщиков пластмасс, наставник молодёжи Кишинёвского экспериментально-механического завода Министерства местной промышленности Молдавской ССР                                                                       | 02.03.1976      | [ ГС 107 ] |
| 124       | Бойченко Яков Моисеевич            | 26.03.1913 — 05.09.1996 | Директор совхоза «Россия» Сосновского района Челябинской области | 08.04.1971      | [ ГС 108 ] |
| 125       | Бойчук Василий Сафронович          | 10.03.1912 — ????       | Первый секретарь Крыжопольского райкома Компартии Украины, Винницкая область | 26.02.1958      | [ ГС 109 ] |
| 126       | Бойчук Ефим Васильевич             | 24.12.1918 — 04.06.1991 | Начальник 12-го Главного управления Министерства обороны СССР, маршал артиллерии, гор. Москва | 17.02.1984      | [ ГС 110 ] |
| 127       | Боканов Койлыбай                   | 1902 — 28.05.1978       | Старший чабан колхоза имени Ескуата Байганинского района Актюбинской области | 23.07.1948      | [ ГС 111 ] |
| 128       | Бокарев Анатолий Тимофеевич        | род. 29.03.1924         | Старший вальцовщик-оператор Нижнетагильского металлургического комбината имени В. И. Ленина Министерства чёрной металлургии СССР, Свердловская область                                                                        | 30.03.1971      | [ ГС 112 ] |
| 129       | Бокарев Борис Васильевич           | 1900 — 10.03.1948       | Главный агроном районного отдела сельского хозяйства Близнюковского района Харьковской области | 07.05.1948      |            |
| 130       | Бокастова Мария Алексеевна         | 29.09.1930 — 26.09.2019 | Обмотчица элементов электрических машин Медногорского электротехнического завода «Уралэлектромотор» Министерства электротехнической промышленности СССР, Оренбургская область                                                 | 10.03.1976      | [ ГС 113 ] |
| 131       | Бокбасаров Жамбол                  | 1896 — ????             | Заведующий конефермой колхоза «Торт-Куль» Чиликского района Алма-Атинской области | 23.07.1948      | [ ГС 114 ] |
| 132       | Бокиева Суфро                      | 15.12.1926 — 03.06.2009 | Доярка колхоза имени Ленина Исфаринского района Таджикской ССР | 22.03.1966      | [ ГС 115 ] |
| 133       | Бокиевец Владимир Архипович        | 14.08.1924 — 03.05.1993 | Бригадир грузчиков Владивостокского морского торгового порта Министерства морского флота СССР, Приморский край | 03.08.1960      | [ ГС 116 ] |
| 134       | Бокий Григорий Петрович            | 25.12.1928 — 06.10.2024 | Звеньевой механизированного звена колхоза «Заря» Старобешевского района Донецкой области | 08.04.1971      | [ ГС 117 ] |
| 135       | Боков Алексей Сергеевич            | 07.04.1922 — 11.11.2010 | Оператор по добыче нефти и газа нефтегазодобывающего управления «Первомайнефть» объединения «Куйбышевнефть» Министерства нефтяной промышленности СССР, Куйбышевская область                                                   | 30.03.1971      | [ ГС 118 ] |
| 136       | Боков Всеволод Андреевич           | 08.02.1921 — 20.08.2007 | Заместитель начальника НИИП-5 Министерства обороны СССР, полковник-инженер | 17.06.1961      | [ ГС 119 ] |
| 137       | Боков Данил Яковлевич              | 1895 — ????             | Бригадир полеводческой бригады свиноводческого совхоза имени 1-го Мая Министерства совхозов СССР, Артёмоовский район Сталинской области                                                                                       | 13.03.1948      | [ ГС 120 ] |
| 138       | Боков Иван Павлович                | род. 15.01.1927         | Бригадир комплексной бригады строительного управления № 3 треста «Промстрой» Министерства строительства предприятий тяжёлой индустрии СССР, Липецкая область                                                                  | 05.04.1971      | [ ГС 121 ] |
| 139       | Боков Николай Степанович           | 16.09.1927 — 19.01.2009 | Бригадир колхоза «Победа» Эртильского района Воронежской области | 11.12.1973      | [ ГС 122 ] |
| 140       | Боков Пётр Иванович                | 1909—1986               | Машинист врубовой машины шахты «А» комбината «Кемеровуголь» Министерства угольной промышленности восточных районов СССР, Кемеровская область                                                                                  | 28.08.1948      | [ ГС 123 ] |
| 141       | Боков Пётр Устимович               | 15.03.1921 — 06.08.1984 | Председатель колхоза «Красный Октябрь» Илекского района Оренбургской области | 22.03.1966      | [ ГС 124 ] |
| 142       | Бокова Хритиния Алексеевна         | 14.11.1928 — 03.04.2022 | Свинарка совхоза «Кружилинский» Вёшенского района Ростовской области | 22.03.1966      | [ ГС 125 ] |
| 143       | Болбас Иван Яковлевич              | 1919 — ????             | Звеньевой колхоза «Красный восход», гор. Кизляр Грозненской области | 17.09.1949      | [ ГС 126 ] |
| 144       | Болбот Ануфрий Викентьевич         | 24.06.1920 — 27.12.1995 | Заместитель Министра авиационной промышленности СССР, гор. Москва | 03.09.1981      | [ ГС 127 ] |
| 145       | Болгов Василий Егорович            | 25.04.1913 — 15.08.1989 | Бригадир тракторной бригады Ясеновской МТС Горшеченского района Курской области | 07.12.1957      | [ ГС 128 ] |
| 146       | Болдырев Алексей Гаврилович        | 21.03.1931 — 20.06.2015 | Бригадир комплексной бригады строительно-монтажного управления «Промстрой № 1» комбината «Николаевпромстрой» Министерства промышленного строительства Украинской ССР, гор. Николаев                                           | 08.01.1974      | [ ГС 129 ] |
| 147       | Болдырев Вениамин Алексеевич       | 1920 — 12.06.1988       | Капитан теплохода «Балтийский-63» Амурского речного пароходства Министерства речного флота РСФСР, гор. Хабаровск | 04.05.1971      | [ ГС 130 ] |
| 148       | Болдырев Владимир Павлович         | 01.03.1915 — 12.06.1970 | Председатель колхоза «Советская Молдавия» Каушанского района Молдавской ССР | 22.03.1966      | [ ГС 131 ] |
| 149       | Болдырев Иван Никитович            | 20.08.1928 — 16.12.2006 | Комбайнёр Михайловской РТС Михайловского района Сталинградской области | 20.11.1958      | [ ГС 132 ] |
| 150       | Болдырева Любовь Петровна          | 24.06.1924 — 02.08.1979 | Бригадир племенного совхоза «Северо-Любинский» Любинского района Омской области | 22.03.1966      | [ ГС 133 ] |
| 151       | Болдышев Евгений Андреевич         | 03.03.1930 — 01.07.2007 | Бригадир комплексной бригады строительно-монтажного управления № 4 Министерства среднего машиностроения СССР, гор. Шевченко, Гурьевская область                                                                               | 26.04.1971      | [ ГС 134 ] |
| 152       | Болквадзе Александра Теопиловна    | род. 1931               | Колхозница колхоза имени Берия Махарадзевского района Грузинской ССР | 23.07.1951      | [ ГС 135 ] |
| 153       | Болквадзе Георгий Шалвович         | 1929 — ????             | Звеньевой колхоза имени Орджоникидзе Абашского района Грузинской ССР | 21.02.1948      | [ ГС 136 ] |
| 154       | Болквадзе Иосиф Давидович          | 1899 — ????             | Старший агроном Цинандальского виноградарского совхоза Министерства пищевой промышленности СССР, Телавский район Грузинской ССР                                                                                               | 05.10.1949      | [ ГС 137 ] |
| 155       | Болквадзе Ункер Кедимовна          | род. 1920               | Звеньевая колхоза имени Стаханова Хулойского района Аджарской АССР | 03.07.1950      |            |
| 156       | Боллоева Полий Елкановна           | 1910—2004               | Звеньевая колхоза «Революция» Ирафского района Северо-Осетинской АССР | 09.03.1948      | [ ГС 138 ] |
| 157       | Бологов Борис Фёдорович            | 20.07.1927 — 07.02.2009 | Горнорабочий очистного забоя Букачачинского шахтоуправления комбината «Востсибуголь» Министерства угольной промышленности СССР, Читинская область                                                                             | 30.03.1971      | [ ГС 139 ] |
| 158       | Болонин Василий Иванович           | 1901 — 10.12.1964       | Старший паровозный машинист депо Вологда Северной железной дороги | 05.11.1943      | [ ГС 140 ] |
| 159       | Болоновский Сергей Никифорович     | 12.05.1895 — 07.07.1975 | Скотник колхоза имени 17-й партконференции Кировского района Черкесской автономной области | 02.10.1950      | [ ГС 141 ] |
| 160       | Болотин Павел Яковлевич            | род. 29.12.1929         | Проходчик горных выработок шахты имени М. И. Калинина комбината «Прокопьевскуголь» Министерства угольной промышленности СССР, Кемеровская область                                                                             | 30.03.1971      | [ ГС 142 ] |
| 161       | Болотов Михаил Дылыкович           | 22.05.1930 — 10.01.2008 | Старший чабан совхоза «Красный великан» Борзинского района Читинской области | 22.03.1966      | [ ГС 143 ] |
| 162       | Болоховец Фёкла Ивановна           | 05.07.1916 — 06.07.2012 | Звеньевая колхоза имени Ильича Перещепинского района Днепропетровской области | 06.06.1949      | [ ГС 144 ] |
| 163       | Болоцкий Дмитрий Алексеевич        | род. 1927               | Начальник участка шахтоуправления «Ново-Мушкетово» треста «Пролетарскуголь» комбината «Донецкуголь» Министерства угольной промышленности Украинской ССР, Донецкая область                                                     | 29.06.1966      |            |
| 164       | Болошкевич Екатерина Ивановна      | 19.05.1939 — 28.03.2018 | Ткачиха Житомирского льнокомбината Министерства лёгкой промышленности Украинской ССР | 12.05.1977      | [ ГС 145 ] |
| 165       | Болтаев Фармон                     | 1927 — ????             | Бригадир колхоза имени XXII партсъезда Хатырчинского района Самаркандской области | 25.12.1976      | [ ГС 146 ] |
| 166       | Болтаева Шакар                     | 16.06.1940 — 05.05.2001 | Бригадир хлопководческой бригады колхоза «Ленинград» Шаартузского района Таджикской ССР | 08.04.1971      | [ ГС 147 ] |
| 167       | Болтинский Василий Николаевич      | 04.01.1904 — 02.01.1977 | Академик Всесоюзной академии сельскохозяйственных наук имени В. И. Ленина, гор. Москва | 04.01.1974      | [ ГС 148 ] |
| 168       | Болфа Георгий Трофимович           | 04.04.1920 — 1983       | Председатель колхоза имени Ленина Тираспольского района Молдавской ССР | 30.04.1966      | [ ГС 149 ] |
| 169       | Большаков Анатолий Иванович        | 09.08.1930 — 01.06.2023 | Генеральный директор Молдавского производственного объединения по выпуску литейных машин для точного литья «Точлитмаш» Министерства станкостроительной и инструментальной промышленности СССР, гор. Тирасполь, Молдавская ССР | 10.06.1986      | [ ГС 150 ] |
| 170       | Большаков Андрей Мефодьевич        | 05.08.1922 — 18.08.2004 | Бригадир слесарей Центрального производственного ремонтного предприятия Ленэнерго Министерства энергетики и электрификации СССР, гор. Ленинград                                                                               | 20.04.1971      | [ ГС 151 ] |
| 171       | Большакова Анна Васильевна         | 1914 — ????             | Звеньевая семеноводческого колхоза «Ударник» Грязовецкого района Вологодской области | 14.04.1949      | [ ГС 152 ] |
| 172       | Большакова Анна Николаевна         | 07.04.1911 — 22.03.2000 | Доярка колхоза имени Молотова Нерехтского района Костромской области | 02.09.1950      | [ ГС 153 ] |
| 173       | Большакова Мария Николаевна        | 19.09.1911 — 03.01.1996 | Бригадир совхоза «Кайдаковский» Вяземского района Смоленской области | 22.03.1966      | [ ГС 154 ] |
| 174       | Большев Александр Саввич           | 23.02.1914 — 13.01.1996 | Директор завода имени Лепсе Министерства авиационной промышленности СССР, гор. Киров | 26.04.1971      | [ ГС 155 ] |
| 175       | Большухин Василий Иванович         | 15.12.1924 — 04.09.1988 | Мастер Среднеуральского медеплавильного завода Министерства цветной металлургии СССР, Свердловская область | 20.05.1966      | [ ГС 156 ] |
| 176       | Болюк Василий Матвеевич            | 1916 — ????             | Главный агроном районного отдела сельского хозяйства Гиссарского района Сталинабадской области | 01.03.1948      |            |
| 177       | Болюнова Прасковья Васильевна      | 30.10.1909 — 15.04.1981 | Доярка колхоза «Белоруссия» Добрушского района Гомельской области | 22.03.1966      | [ ГС 157 ] |

| Навигационная таблица | Навигационная таблица   |
| --------------------- | ----------------------- |
| «Б»                   | Баба-Заде — Базилевский |
| «Б»                   | Баиров — Банцер         |
| «Б»                   | Барабанов — Баянов      |
| «Б»                   | Бгажноков — Бенидзе     |
| «Б»                   | Берг — Блюнская         |
| «Б»                   | Бобенко — Болюнова      |
| «Б»                   | Бондарев — Бояршинова   |
| «Б»                   | Брагазин — Бульбаха     |
| «Б»                   | Буматов — Бяшимова      |